# Libardo Sánchez
Libardo Nicolás Sánchez (Chilecito, 27 de mayo de 1927-5 de marzo de 1998) fue un político argentino del Partido Justicialista que se desempeñó como vicegobernador de la provincia de La Rioja entre 1973 y 1976 y como senador nacional por dicha provincia de 1983 a 1995.

## Biografía
Nació en Chilecito en 1927. Maestro y agricultor, adhirió de forma temprana al peronismo. En 1946, fue fundador del Partido Laborista en el departamento Chilecito, integrando luego el Partido Peronista.
Entre 1963 y 1966 fue diputado en la Legislatura de la Provincia de La Rioja, elegido por el partido neoperonista Unión Popular.
En las elecciones provinciales de 1973, fue elegido vicegobernador de La Rioja por el Partido Justicialista (PJ), acompañando al gobernador Carlos Saúl Menem. Ambos fueron derrocados por el golpe de Estado del 24 de marzo de 1976.
En 1983, fue elegido senador nacional por la provincia de La Rioja, siendo reelegido en 1986. Se opuso al Tratado de Paz y Amistad entre Argentina y Chile, expresándose en línea con el justicialismo nacional y no con el riojano. Fue presidente de la comisión de Turismo, vicepresidente de la comisión de Minería y vocal en las comisiones de Educación, de Trabajo y Previsión Social, de Economías Regionales y de Deportes. También integró una comisión especial de investigación de ilícitos económicos. Entre sus proyectos aprobados, se destacaron la creación de la Defensoría del Pueblo y el estatuto del peón minero. Finalizó su mandato como senador en 1995.
En paralelo a su primer período en el Senado, ocupó la vicepresidencia del PJ de La Rioja, encabezada por el gobernador Menem tras elecciones internas en 1983. En el PJ provincial también había representado al departamento Chilecito y fue congresal nacional desde 1988.